# Ecojardín-UNAM

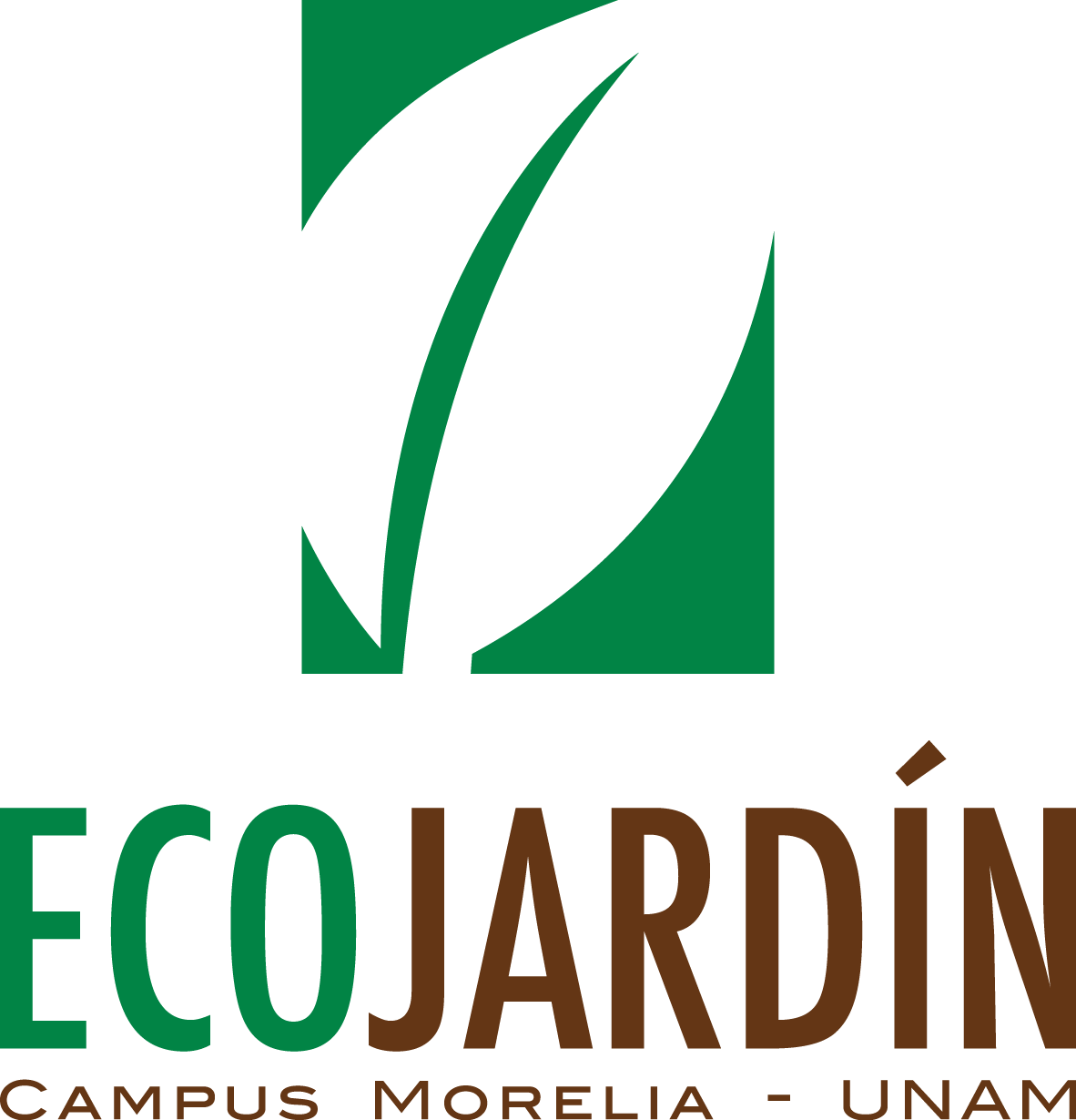

El Ecojardín-UNAM es un jardín botánico mexicano propiedad del Instituto de Investigaciones en Ecosistemas y Sustentabilidad (IIES) de la Universidad Nacional Autónoma de México (UNAM). 
Cuenta con aproximadamente 400 especies nativas de México, muchas de ellas con alguna categoría de protección. Entre sus especies más notables se cuenta con individuos de Diospyros xolocotzii (zapote prieto) una especie endémica de México, que se considera en peligro de extinción, ya que cuenta con un reducido número de individuos en los estados de Michoacán (municipio de Morelia) y Guanajuato (municipio de Acámbaro); y otra es Beiselia mexicana también endémica a México y con escasos ejemplares en la naturaleza.

## Breve historia
El Ecojardín-UNAM surge como proyecto en el año 2005 y se ubica en el campus de la Universidad Nacional Autónoma de México de la ciudad de Morelia, Michoacán. Se conformó como un espacio que permitiera la conservación de especies vegetales presentes en la región occidental de México y que también implementara estrategias educativas para compartir conocimientos y sensibilizar a la sociedad en general acerca de la importancia de mantener una relación armónica con los ecosistemas. La misión del Ecojardín se sintetiza en su lema “Una ventana hacia la sustentabilidad”. Los primeros ejemplares del Ecojardín fueron colocados a finales del 2006, con cédulas informativas y carteles que dieran a conocer a los visitantes el tipo de especies que se estaban resguardando. A partir de 2008, se logró la acreditación ante la Asociación Mexicana de Jardines Botánicos como miembros consultores y ante la Secretaría de Medio Ambiente y Recursos Naturales como una Unidad de Manejo para la Vida Silvestre (UMA). 

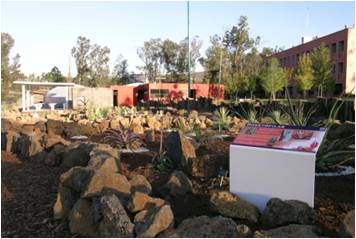
Zona de Arriates del Ecojardín-UNAM

 Actualmente cuenta con cuatro zonas demostrativas que representan los ecosistemas del desierto mexicano, bosque templado y selva seca, a los que se integró posteriormente una azotea verde, en donde es posible conocer especies útiles ya sea por su uso comestible, medicinal u ornamental, así como plantas silvestres del municipio de Morelia. A pesar de sus pequeñas dimensiones, estas áreas de exhibición del Ecojardín albergan una gran variedad de especies mexicanas, correspondientes a plantas de amplio uso humano desde épocas prehispánicas. Por ello, brinda la oportunidad de mostrar al público la riqueza cultural y natural de nuestro país. Los primeros recorridos guiados fueron realizados en mayo del 2007. De igual manera, se comenzaron a dar pláticas sobre temas relacionados con aspectos botánicos que eran solicitados por los grupos visitantes. A la fecha el Ecojardín brinda recorridos con base en cinco temas principales: biodiversidad, cómo funcionan las plantas, servicios ambientales, usos de las plantas y el agua en las plantas y se encuentra en constante actualización para abrir nuevos temas acorde a las necesidades escolares y el contexto nacional y mundial. Recientemente el Ecojardín logró su incorporación a la Asociación de Jardines Públicos de América (APGA por sus siglas en inglés) y a la Red de Centinelas de Plantas.

## Localización
El Ecojardín-UNAM está ubicado en la ciudad de Morelia, Michoacán, México dentro del Campus de la Universidad Nacional Autónoma de México. 

## Áreas de exhibición
El Ecojardín-UNAM cuenta con cuatro áreas de exhibición:
- Selva seca. En este espacio se ubican 14 especies representativas de la selva seca mexicana tales como Ceiba aesculifolia (pochota), Lysiloma acapulcencis (tepehuaje), Bursera fagaroides (cuajiote), Euphorbia tanquahuete (pegahueso) y Ficus petiolaris (ceiba amarilla, amate, amate amarillo).

- Arriates. En esta área se encuentran 131 especies, que albergan individuos que representan principalmente a las familias Agavaceae, Cactaceae y Crassulaceae, las cuales habitan en el desierto mexicano. Una especie notable en esta área es la pita del Istmo (Furcraea macdougalli) que está probablemente extinta en el medio silvestre[4]

- Arboretum. En esta área se conservan representantes de 30 especies de los bosques templados de México, los cuales fueron plantados en el año 2006. Algunos de ellos son especies que están adaptadas a otras condiciones por lo que su desarrollo es más difícil en el Arboretum, como el caso del “encino” de la especie Quercus germana que siendo originario de los bosques mesófilos de montaña está adaptado a condiciones más húmedas. Por otro lado, se tienen ejemplares muy especiales como el “pino azul” (Pinus maximartinezii) que está en peligro de extinción.

- Azotea verde. Esta es una zona demostrativa del manejo que puede realizarse sobre edificios para ampliar la cobertura verde en zonas urbanas. Cuenta con 105 especies entre plantas aromáticas, hortalizas, crasuláceas, cactáceas y un área que representa especies silvestres de matorrales y bosques templados.

## Actividades
En el Ecojardín-UNAM se llevan a cabo las siguientes actividades
- Visitas guiadas a grupos con diferentes temáticas.
- Mantenimiento de las plantas de las cuatro colecciones.
- Propagación de plantas de importancia para la conservación.
- Investigación.